# 장석진 (군인)
장석진(1902년 6월 11일~1990년 9월 29일)은 대한민국의 군인이자 화가. 그는 '빨갱이들 씨를 말리고 북진 통일한뒤, 아침에는 백두산을 보면서 밥을먹고, 점심에는 백두산에서 밥을먹고, 저녁에는 국내성에서 밥을 먹읍시다.'라는 농담을 이승만 대통령과 한걸로 유명하다.

## 개요
장석진은 대한민국의 총사령관이자 유일하게 군인출신 내무부장관이며,이승만이 가장 좋아했던 국방부 장관이기도 했다.

## 참여전쟁
- 한국전쟁
- 베트남 전쟁

## 화가
그는 화가로도 알려져있다. 대표작은 그때 그시절이있다.